# حاج محمد لگنهاوزن
گری کارل (محمد) لگنهازن (به انگلیسی: Gary Carl (Muhammad) Legenhausen) (زاده ۳ مهٔ ۱۹۵۳، نیویورک) استاد مقدمه منطق، مقدمه فلسفه، زیبایی‌شناسی، فلسفه علم، علم اخلاق، فلسفه مذهب و متافیزیک، بنیانگذار انجمن دانشجویان مسلمان دانشگاه تگزاس جنوبی و عضو هیئت علمی مؤسسه آموزشی و پژوهشی امام خمینی است. همچنین وی یکی از استادان دانشگاه ادیان و مذاهب قم در رشته فلسفه اخلاق و فلسفه دین است.

## سال‌های ابتدایی زندگی
وی در خانواده‌ای مسیحی کاتولیک متولد شد. در سال ۱۹۷۴ لگنهاوزن در دانشگاه ایالت نیویورک در آوبنه (مرکز اداری و دانشگاهی ایالت نیویورک) مشغول تحصیل شد. وی برای تحصیل در مقطع فوق لیسانس در دانشگاه لاس در تگزاس پذیرفته شد؛ و در سال ۱۹۷۹ موفق به اخذ مدرک کارشناسی ارشد از این دانشگاه شد. لگنهاوزن ده سال در دانشگاه تگزاس جنوبی تدریس کرده است.

## گرویدن به اسلام
وی در زمان تدریس در دانشگاه تگزاس جنوبی بر اثر آشنایی با دانشجویان مسلمان به اسلام گرایش پیدا کرد. به گزارش ایسنا و در مصاحبه با لگنهاوزن، او علت گرایش خود به اسلام را به خاطر آشنایی با یکی از دانشجوهای ایرانی‌اش به نام «اکبر ملکی نوجه دهی» در سال ۱۹۸۰ عنوان کرده است. این دانشجو با دادن چند کتاب از کتاب‌های شریعتی، ترجمه‌ای از کتاب نهج البلاغه و ترجمه جلد اول کتاب المیزان سید محمدحسین طباطبایی و در طی چندین جلسات گفتگو با استادش موجب آشنایی او با اسلام و ایران می‌گردد که در نهایت لگنهاوزن مسلمان می‌شود.

## حضور در ایران
او که در اثر آشنایی با ملکی نوجه‌دهی با تشیع و انقلاب اسلامی ایران آشنا شده بود؛ در سال ۱۹۸۹ از طرف مسئولان دانشگاه با محدودیت‌هایی در تدریس مواجه شد. لگنهاوزن در اثر تلاش‌های کمال خرازی سفیر ایران در سازمان ملل متحد با محمدتقی مصباح یزدی آشنا شد و در سال ۱۹۹۰ میلادی، به دعوت انجمن حکمت و فلسفه به ایران مسافرت کرد و به تدریس اشتغال یافت. وی از استادان دانشگاه باقرالعلوم و مؤسسه امام خمینی و دانشگاه ادیان و مذاهب از ۱۹۹۳ تا حال حاضر است. وی همچنین سابقه تدریس در دانشگاه تربیت مدرس و مفید را نیز دارد. همسر او، نرجس جواندل است.

## انتخاب به عنوان چهره ماندگار
وی در سال ۱۳۸۹ به عنوان چهره ماندگار فلسفه انتخاب گردید.

## آثار
- مسائل معاصر اندیشه اسلامی (تهران: الهدی، ۲۰۰۰)، ترجمه به فارسی توسط منصور نصیری و همکاران (با کمی تغییر) با عنوان سیاحت اندیشه در سپهر دین (قم، مؤسسه آموزشی و پژوهشی امام خمینی، ۱۳۸۳/۲۰۰۴) و همچنین ترجمه به زبان روسی (مسکو: Дизайн Информация Ќартография، ۲۰۰۹)
- اسلام و پلورالیسم دینی (لندن: الهدی، ۱۹۹۹):(برنده جایزه فارابی ۲۰۰۷)

انتشار ترجمه فارسی توسط طه، قم، ۲۰۰۰/ انتشار ترجمه عربی توسط طه، قم، ۲۰۰۰/ انتشار ترجمه اندونزیایی توسط لنترا، جاکارتا، ۲۰۰۲
- روح: نگاهی تطبیقی، ویراستاران کریستین کنزیان و محمد لگنهاوزن (فرانکفورت: انتوس ورلاگ، ۲۰۱۰)
- ادله وجود خدا: مفهوم، ساختار و ارتباط، ویراستاران کریستین کنزیان و محمد لگنهاوزن (انسبروک: انتشارات دانشگاه انسبروک، ۲۰۰۸)
- ذات و خصوصیات: گفتگوی سنت‌های مسیحی و اسلامی، ویراستاران کریتسین کنزیان و محمد لگنهاوزن (فرانکفورت: انتوس ورلاگ، ۲۰۰۷)
- توپویی، جلد ۲۶، شماره دوم، ۲۰۰۷، ویژه نامه فلسفه اسلامی ایران معاصر، ویراستار مدعو محمد لگنهاوزن
- عیسی از نگاه قرآن و احادیث شیعه (نیویورک: تحریک ترسیل قرآن، ۲۰۰۵)، گزینش توسط مهدی منتظر قائم، ترجمه توسط محمد لگنهاوزن. همچنین این متن بدون آیات قرآنی با عنوان: عیسی از منظر احادیث شیعه نیز منتشر شده است (قم: انصاریان، ۲۰۰۴) و (بیروت: معاهد المعافف الحکمیه، ۲۰۰۴)
- اصول اخلاقی زیارت حرم امام رضا، مترجم همکار عظیم سرودلیر، بنیاد ترجمه اسلامی، آستان قدس رضوی، ۲۰۰۳
- دستورات فلسفی: مقدمه ای بر فلسفه اسلامی معاصر، آیت‌الله محمدتقی مصباح یزدی، ترجمه محمد لگنهاوزن و عظیم سرودلیر (بینگامتون: دانشگاه بینگامتون و دانشگاه جوان بینگامتون، ۱۹۹۹)
- والاترین جهاد: جهاد با نفس، امام روح‌الله الموسوی الخمینی، به همراه مقدمه ای از محمد لگنهاوزن، ترجمه توسط محمد لگنهاوزن و عظیم سرودلیر (بنیاد اندیشه اسلامی، ۱۹۹۵)
- جهاد و شهادت: تقلا و شهادت در اسلام، ویراستاران مهدی عابدی و گری لگنهاوزن (هیوستن: IRIS، ۱۹۸۶)
- سبویی از عشق: گزیده‌ای از غزل‌های عرفانی مشهور امام خمینی، مترجم همکار: عظیم سرودلیر، ۱۹۹۴
- شراب عشق: اشعار عرفانی امام خمینی، مترجم همکار دکتر غلام رضا اعوانی، مقدمه و حاشیه‌نویسی توسط محمد لگنهاوزن، دپارتمان امور بین‌الملل، مؤسسه جمع‌آوری و انتشار آثار امام خمینی، ۲۰۰۳
- ترجمه کتاب آموزش فلسفه آیت‌الله مصباح یزدی به زبان انگلیسی